# Spring Heeled Jack
Spring-Heeled Jack ("Fjäderfot-Jack" eller "Hoppande Jack") är en karaktär ur engelskt folkminne som sägs ha funnits under den viktorianska tiden och kunde hoppa enastående högt. Den första, kända påstådda iakttagelsen av Spring Heeled Jack skedde år 1837. Senare påstådda iakttagelser rapporterades från hela England, från London upp till Sheffield och Liverpool. Det kom rapporter från speciellt förorterna kring London och senare från Midlands samt Skottland.
Det har lagts fram många teorier för att utröna Spring Heeled Jacks ursprung och identitet, men ingen har fullständigt kunna förklara fenomenet. Vandringssägnen kring Spring Heeled Jack blev kolossalt populär på sin tid på grund av berättelserna om hans bisarra utseende och förmåga att kunna utföra extrema hopp. Han blev så omtalad att han blev ämnet för flera verk med fiktivt innehåll.
Människor vilka hävdade att de hade sett Jack beskrev att han hade ett skrämmande och förskräckligt utseende med djävulsk fysiognomik. Det här inkluderade händer med klor och ögon som "påminde om röda klot av eld". En redogörelse uppger att han bar en hjälm under sin svarta mantel och åtsittande, vitt klädesplagg likt en "oljeduk".
Många historier nämner även en "djävulslik" aspekt. Spring Heeled Jack påstods vara lång och smal och såg till det yttre ut som en gentleman och kapabel till att kunna göra fantastiska hopp. Flera utlåtanden säger att kunde andas blåa och vita eldsflammor och att han bar vassa, metalliska klor på sina fingerspetsar. Minst två personer hävdar att han hade förmågan att kunna tala begriplig engelska.

## Historia

### Tidiga rapporter
En affärsman på väg hem från arbetet en sen kväll gjorde den första iakttagelsen av Jack. Affärsmannen berättade hur han plötsligt blev chockad då en mystisk figur lätt hoppade över den höga inhägnaden kring en kyrkogård och landade precis i hans väg. Ingen attack meddelades, men den presenterade beskrivningen var oroväckande: en muskulös man med diaboliska drag så som stora och spetsiga öron och näsa samt utstående, glödande ögon.
Senare, i oktober 1837, promenerade en flicka, med namnet Mary Stevens, till Lavender Hill där hon arbetade som tjänarinna. Hon gick dit efter att ha besökt sina föräldrar i Battersea. Enligt hennes senare förklaringar vandrade hon genom Clapham Common då en märklig figur hoppade på henne från en mörk gränd. Sedan han gjort henne orörlig med ett grepp med sina armar, började han kyssa hennes ansikte. Samtidigt slet han av hennes kläder och rörde hennes hud med sina klor. Flickan skrek i panik och fick anfallaren att kvickt fly därifrån. Uppståndelsen samlade flera invånare som omedelbart påbörjade en sökning efter angriparen, men denne kunde inte spåras.
Det sägs att den skuttande karaktären nästa dag valde ett helt annat offer nära Mary Stevens hem. Där startade han en metod som kom att bli ett återkommande inslag i senare rapporter: han hoppade i vägen för en förbipasserande vagn vilket fick kusken att tappa kontrollen, kollidera och allvarligt skada sig. Åtskilliga vittnen påstod att han flydde genom att hoppa över en cirka 2,7 meter hög mur, samtidigt som han pladdrade med ett högt tonläge och med ett klingande skratt. Efterhand spreds nyheten om den egendomlige figuren, och pressen och allmänheten gav honom sedermera namnet: Spring Heeled Jack.

### Officiellt erkännande
Borgmästaren i London, Sir John Cowan, avslöjade den 9 januari 1838, några månader efter de första iakttagelserna, på ett offentligt sammanträde att han hade fått ett anonymt klagomål många dagar tidigare. Det här klagomålet hade han undanhållit i hopp om att få tag i ytterligare information.

### Scales- och Alsoprapporterna
De kanske bäst kända påstådda incidenterna vilka berör Spring Heeled Jack är de påstådda attackerna på två tonårsflickor, Lucy Scales och Jane Alsop. Alsoprapporten blev vida rapporterad av nyhetstidningarna. Detta till skillnad mot Scalesrapporten som endast redogjordes av en tidning, antagligen därför att Alsop kom från en välbärgad familj och Scales från en familj av handelsmän. Den här nyhetsbevakningen underblåste den kollektiva hysterin vilket omgav fallet.
Scalesrapporten är som följer: den 28 februari återvände 18-åriga Lucy Scales och hennes syster hem från ett besök hos sin broder William. Lucy befann sig något före sin syster, halvvägs längs Green Dragon Alley, då en figur uppenbarade sig och anföll henne. Angriparen andades eld i Lucys ansikte i och gick sedan därifrån när flickan föll till marken tagen av våldsamma spasmer vilka varade i åtskilliga timmar. Lucy, hennes syster och broder, framförde ett par dagar senare, 6 mars, sin vittnesförklaring i polisdomstolen på Lambeth Street.

## Teorier
Ingen åkte någonsin fast och identifierades som Spring Heeled Jack. Detta kombinerat med de enastående förmågor som tillskrivs honom och den väldigt långa perioden då han härjade som värst har lett till att en mängd teorier har uppstått kring vem han var och varifrån han kom. Många forskare söker en rationell förklaring till händelserna medan en del andra författare utforskar de mer otroliga detaljerna i historien för att föreslå olika sorters paranormala spekulationer.

### Skeptiska positioner
Skeptiska undersökare har avfärdat berättelserna om Jack som masshysteri som utvecklades kring olika berättelser om en djävul eller ond ande. Sådana här historier har funnits sedan århundraden tillbaka i tiden. En annan förklaring till Spring Heeled Jack kan vara att det rör sig om överdrivna vandringssägner om en man som klättrade på hustak och hävdade att han jagades av Fan.
Skeptiska undersökare har bedyrat att berättelsen om Spring Heeled Jack var överdriven och ändrades genom masshysteri, en process där många sociologiska problem kan ha bidragit. Detta inberäknar ogrundade rykten, vidskepelse, muntlig tradition, sensationstidningar och ett folkminne rikt på sagor om älvor och främmande, skurkaktiga varelser. Skvaller om påstådda hopp- och eldsprutande krafter, hans påstådda speciella egenskaper och hans ansedda förmåga att kunna undvika arrestering fångade sinnet hos den skrockfulla allmänheten. Ryktet om Jack ökade varefter tiden led och människor fick uppfattningen att han inte påverkades av tidens tand.
Som resultat uppstod en hel vandringssägen kring karaktären och det här skildrades i samtida publikationer vilket i sin tur underblåste denna omtyckta perception.
Under andra världskriget försökte den tyska armén, tydligen inspirerad av berättelsen, kopiera Jacks metod av framdrivning. De fäste stålfjädrar på soldaternas stövlar och lät dem hoppa mellan hustak i ett försök att förbättra sina truppers snabbhet och mobilitet. Då konsekvenserna av experimentet blev att många bröt anklarna övergav tyskarna projektet.

### Paranormala gissningar
En mångfald av paranormal förklaringar har föreslagits för att förklara uppkomsten av Spring Heeled Jack. Här är några exempel på vad han möjligtvis var:
- En demon som oavsiktligt eller medvetet transporterades till den här världen av allmänpraktiserande ockultister, alternativt att han manifesterade sig själv bara för att skapa spirituell kalabalik.
- En utomjordisk varelse med ett icke-mänskligt utseende och egenskaper (det vill säga reflekterande, glödande, röda ögon eller fosforhaltig andedräkt).
- En supermänniska med kvickhet härledd från ett liv i en värld med stark gravitation, hoppförmåga samt ett konstigt beteende.

## I populärkultur
Den enorma vandringssägnen som har byggts upp kring Spring Heeled Jack influerade många aspekter av det viktorianska livet, särskilt samtida populärkultur. I årtionden var hans namn, speciellt i London, synonymt med onda andar som ett sätt att skrämma barn till att uppföra sig väl.
Emellertid var det i fiktiv underhållning som legenden om Spring Heeled Jack fick sin mest omfattande inflytelse. Nästan från första början då allmänheten fick höra talas om den första incidenten förvandlades han till en framgångsrik, påhittad karaktär. Han fick axla huvudrollen som hjälte i många penny dreadfuls från åren 1840 till 1904 och han var också huvudkaraktären i åtskilliga teaterpjäser.
1800- och 1900-talets mest anmärkningsvärda Spring Heeled Jacks var:
- En pjäs av John Thomas Haines från år 1840. Den hade namnet Spring Heeled Jack, Londons terror och framställer Jack som en stråtrövare som anfaller kvinnor därför att hans egen sötnos bedrog honom.
- Senare det årtiondet visade sig Jack i den första penny dreadful.
- 1849 års pjäs, Wraydons förbannelse, av W.G. Willis. Här porträtteras Jack som en förrädare som spionerar för Napoleon Bonaparte.
- Spring-Heel'd jack eller The Felon's Wrongs, en pjäs från år 1863 skriven av Frederick Hazleton.
- En remake av Willis pjäs Wraydons förbannelse från år 1928 skriven av Maurice Sandoz, och en filmversion från år 1946.